# Capitolo Generale del Sovrano Militare Ordine di Malta
Il Capitolo Generale del Sovrano Consiglio del Sovrano Militare Ordine di Malta è il supremo consesso dell'Ordine ed è costituito dai rappresentanti dei diversi ceti. È convocato ogni cinque anni e ogni volta che il Gran Maestro, sentito il Sovrano Consiglio, lo ritenga opportuno, ovvero su richiesta rivolta al Gran Maestro dalla maggioranza dei priorati, sottopriorati e associazioni.
La composizione e i compiti del Capitolo Generale sono stabiliti dall'articolo 22 della Carta Costituzionale dell'Ordine.
L'ultimo capitolo generale si è tenuto il 1º maggio 2019.

## Composizione
Fanno parte del Capitolo Generale:
- il Gran Maestro o il Luogotenente, che lo presiede;
- i membri del Sovrano Consiglio;
- il Prelato;
- i Priori o, in caso di vacanza, i loro sostituti permanenti (Procuratori, Vicari, Luogotenenti);
- i Balì Professi;
- due Cavalieri Professi - e in mancanza di uno di questi un Cavaliere in Obbedienza - delegati da ciascun Priorato;
- un Cavaliere Professo e un Cavaliere in Obbedienza delegati dai Cavalieri del Gremio Religionis;
- cinque Reggenti dei Sottopriorati, a norma del Codice;
- quindici rappresentanti delle diverse Associazioni, a norma del Codice;
- i sei Consiglieri del Governo dell'Ordine.

## Attività
Il Capitolo Generale si riunisce:
- per eleggere i membri del Sovrano Consiglio, i Consiglieri del Governo, i membri della Camera dei Conti;
- per trattare le eventuali modifiche alla Carta Costituzionale e al Codice;
- per conoscere e trattare i più importanti problemi, quali lo stato spirituale e temporale, il programma delle attività, i rapporti internazionali dell'Ordine.

Per l'approvazione di modifiche alla Carta Costituzionale è richiesta la maggioranza dei due terzi. Per l'approvazione di modifiche al Codice è richiesta la maggioranza assoluta ad eccezione degli articoli dal 6 al 93, i quali si riferiscono esclusivamente al primo ceto e per i quali è richiesta, nella maggioranza di voto assoluta, anche la maggioranza dei Cavalieri Professi aventi diritto di voto.
Il capitolo generale tratta importanti problemi come la situazione spirituale o materiale dell'ordine, lo stato delle sue opere e le sue relazioni internazionali. Il prelato è tenuti a presentare una relazione sullo stato spirituale dell'Ordine. Stabilisce inoltre il livello dei contributi che i membri di seconda e terza classe (esclusi i sacerdoti) apportano al Gran Magistero attraverso le organizzazioni nazionali.